# TV조선 시트콤
TV조선 시트콤은 TV조선에서 방송되었던 드라마 프로그램이었다.

## 프로그램 목록
- 아래 프로그램은 2002년 11월 이후 시청 가능 연령을 표시하는 드라마 프로그램 등급 제도를 의무적으로 시행하여 현재까지 이어지고 있다.
- 2017년 3월 1일부터 TV 프로그램 등급 표시 외에 주제, 폭력성, 선정성, 언어, 모방 위험 등 분류 사유 표시를 의무적으로 시행하고 있다.

### 일일 시트콤
- 《너의 등짝에 스매싱》 : 2017년 12월 4일 ~ 2018년 3월 1일

## 경쟁 프로그램
- KBS 2TV 시트콤
- MBC 시트콤
- SBS 시트콤
- JTBC 시트콤
- MBN 시트콤
- tvN 시트콤